# Långtjärnen (Lycksele socken, Lappland, 718373-163265)
Långtjärnen är en sjö i Lycksele kommun i Lappland och ingår i Umeälvens huvudavrinningsområde. Sjön har en area på 0,55 kvadratkilometer och ligger 219,9 meter över havet. Sjön avvattnas av vattendraget Lycksabäcken.

## Delavrinningsområde
Långtjärnen ingår i det delavrinningsområde (718469-163262) som SMHI kallar för Utloppet av Långtjärnen. Medelhöjden är 261 meter över havet och ytan är 7,24 kvadratkilometer. Räknas de 34 avrinningsområdena uppströms in blir den ackumulerade arean 421,96 kvadratkilometer. Lycksabäcken som avvattnar avrinningsområdet har biflödesordning 2, vilket innebär att vattnet flödar genom totalt 2 vattendrag innan det når havet efter 165 kilometer. Avrinningsområdet består mestadels av skog (87 procent). Avrinningsområdet har 0,55 kvadratkilometer vattenytor vilket ger det en sjöprocent på 7,6 procent.